# Mayerův gloriet
Mayerův či Maierův gloriet, též nazývaný vyhlídka Jelení skok, je jednou z nejstarších vyhlídkových staveb v Karlových Varech. Byl postaven v roce 1804 na skalním ostrohu západně nad centrem města. Poskytuje výhled zejména na Divadelní náměstí a protilehlý vrch s hotelem Imperial.

## Historie
Mayerův gloriet, znám rovněž pod názvem vyhlídka Jelení skok, byl postaven v roce 1804. Altán byl nazván podle svého zakladatele, karlovarského rodáka a bohatého vídeňského obchodníka Mayera. Dílo bylo patrně provedeno stavitelem a truhlářským mistrem Franzem Knollem ze slavného rodu Knollů.
V roce 2000 byl altán celkově rekonstruován.

### Rekonstrukce v roce 2012
V roce 2012 byl altán pro havarijní stav uzavřen. Jeho spodní část měla narušenu statiku a byly zničeny některé spojovací části. Došlo k další rekonstrukci, při které musely být vyměněny především části dřevěné konstrukce v základech. Opravu provádělo sdružení Tesařská huť pod vedením tesaře Romana Kloučka. Rekonstrukce byla pojata historicky podle tradičních technologií – tesaři pracovali původní tesařskou technikou a za použití tradičních nástrojů (např. širočin, dlát a paliček).
Dubové dřevo bylo pořízeno tzv. zimní těžbou. Tesař Roman Klouček vysvětluje: „Mezi dřevaři profesionály zůstává stále v povědomí tak zvaná zimní těžba dřeva. V období okolo zimního slunovratu je od nás slunce relativně nejdále a strom svou mízu přesouvá do kořenů. V kmeni a větvích tak zůstává minimum živin. Dřevo těžené v této době je jakoby bez života a hmyz a houby o něj nejeví tak vysoký zájem. Dřevo má tak přirozenou obranu a šetří i další náklady za impregnaci. Dubová kulatina na opravu glorietu byla proto natěžena v rozmezí mezi 8. až 13. listopadem."

## Popis
Jedná se o osmiboký dřevěný vyhlídkový altán s osmi dřevěnými sloupy, které nesou jehlancovou plechovou střechu. Uvnitř bývaly lavičky. Postaven je na skalním ostrohu u Jeleního skoku přímo nad lázeňským centrem města. Nabízí jedinečný pohled na lázeňské centrum v údolí řeky Teplé a na přilehlé svahy.
Altán je celoročně volně přístupný a je oblíbenou zastávkou lázeňských hostů při vycházkách v lázeňských lesích.
- Pozn.: Co je gloriet? Jedná se o ozdobnou stavbu v zahradě nebo parku, obvykle zděnou, často ze stran otevřenou a tím průvětrnou a typicky doplněnou o sloupové loubí. Oproti altánu mívá bohatou sochařskou výzdobu, kterou jsou oslavovány hrdinské činy. Prvotní účel stavby bývá zdobný a druhotně je využívána k odpočinku.[5]

## Fotogalerie

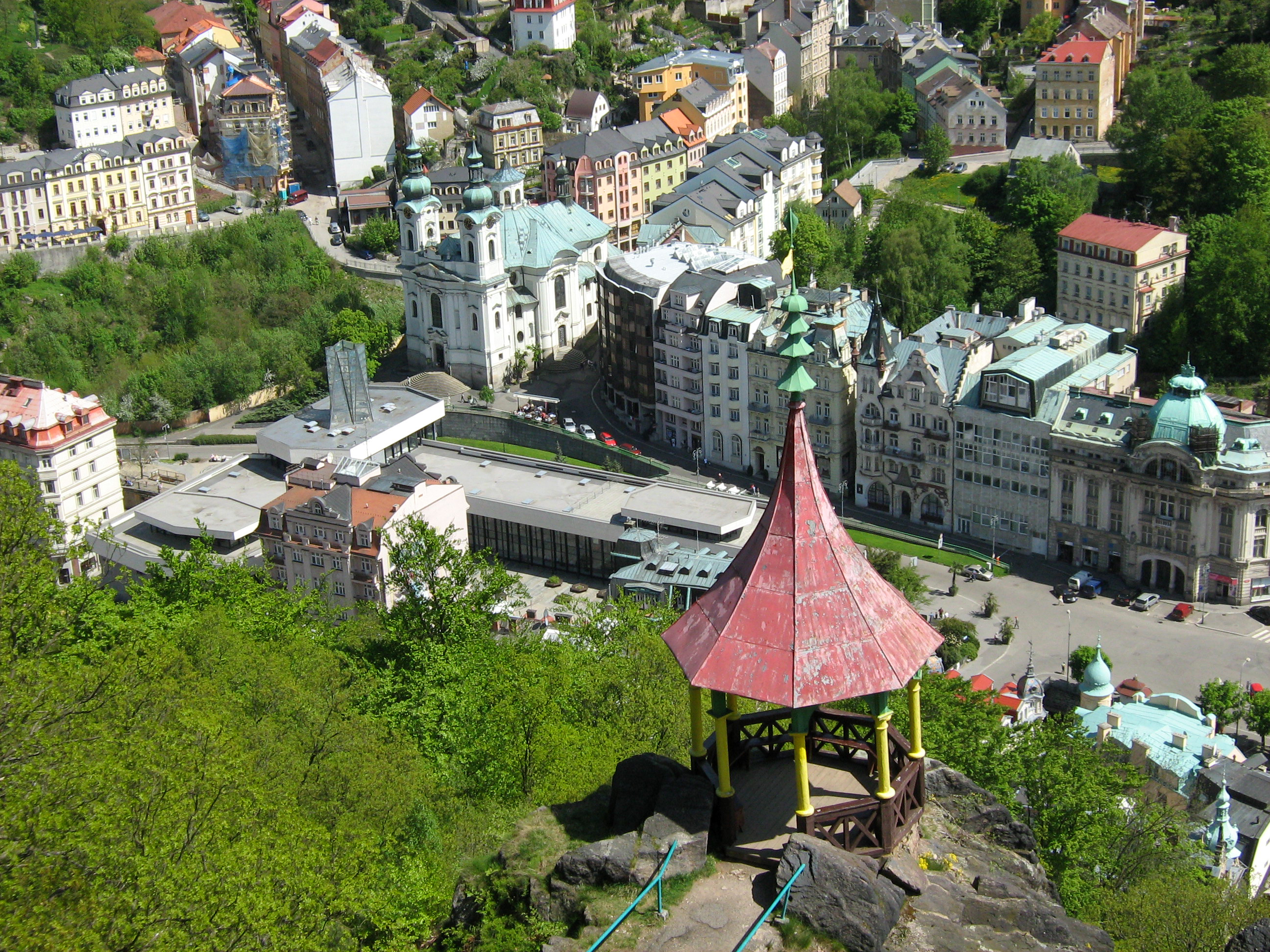
Květen 2008, tehdy ještě s lavičkami
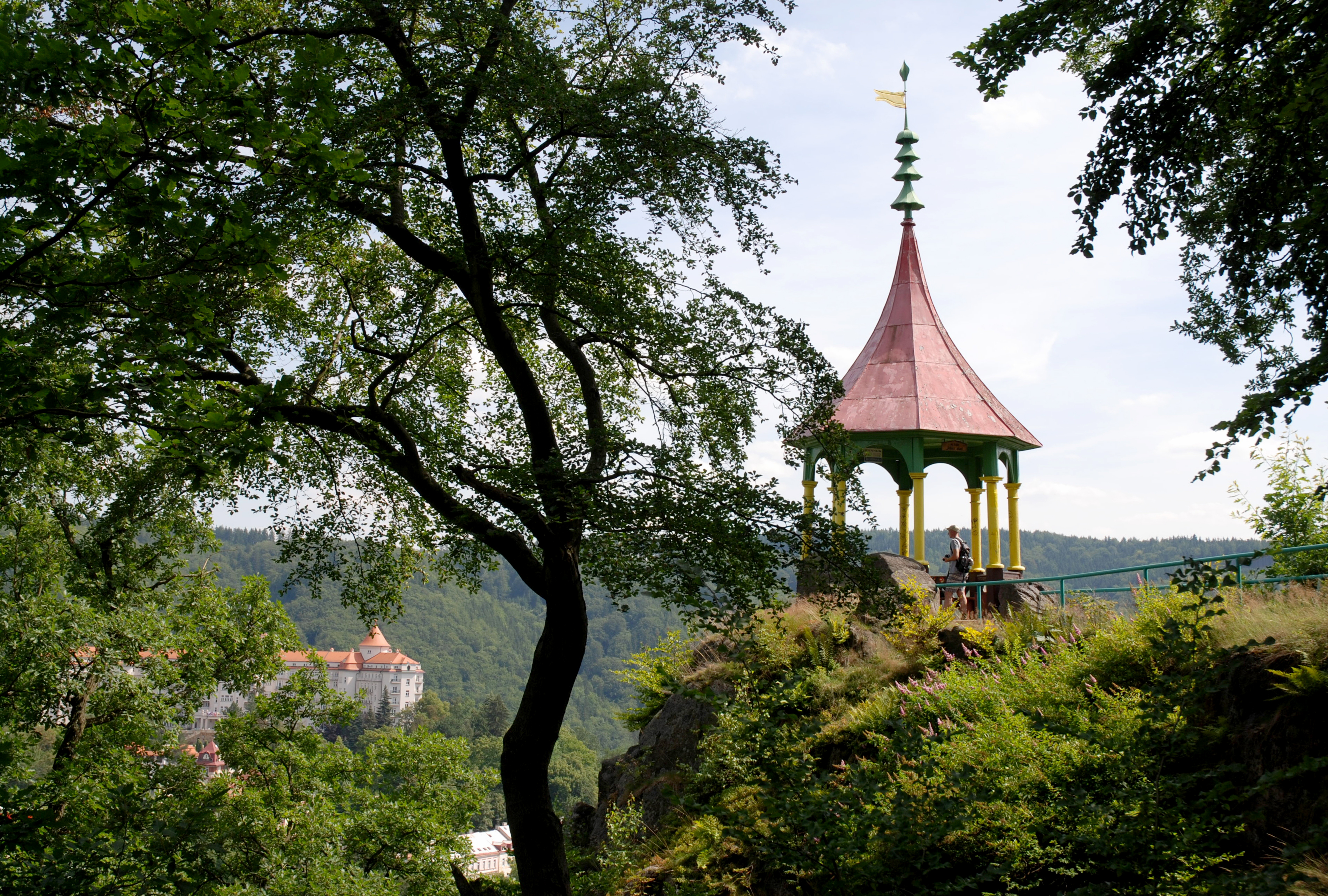
Červenec 2009
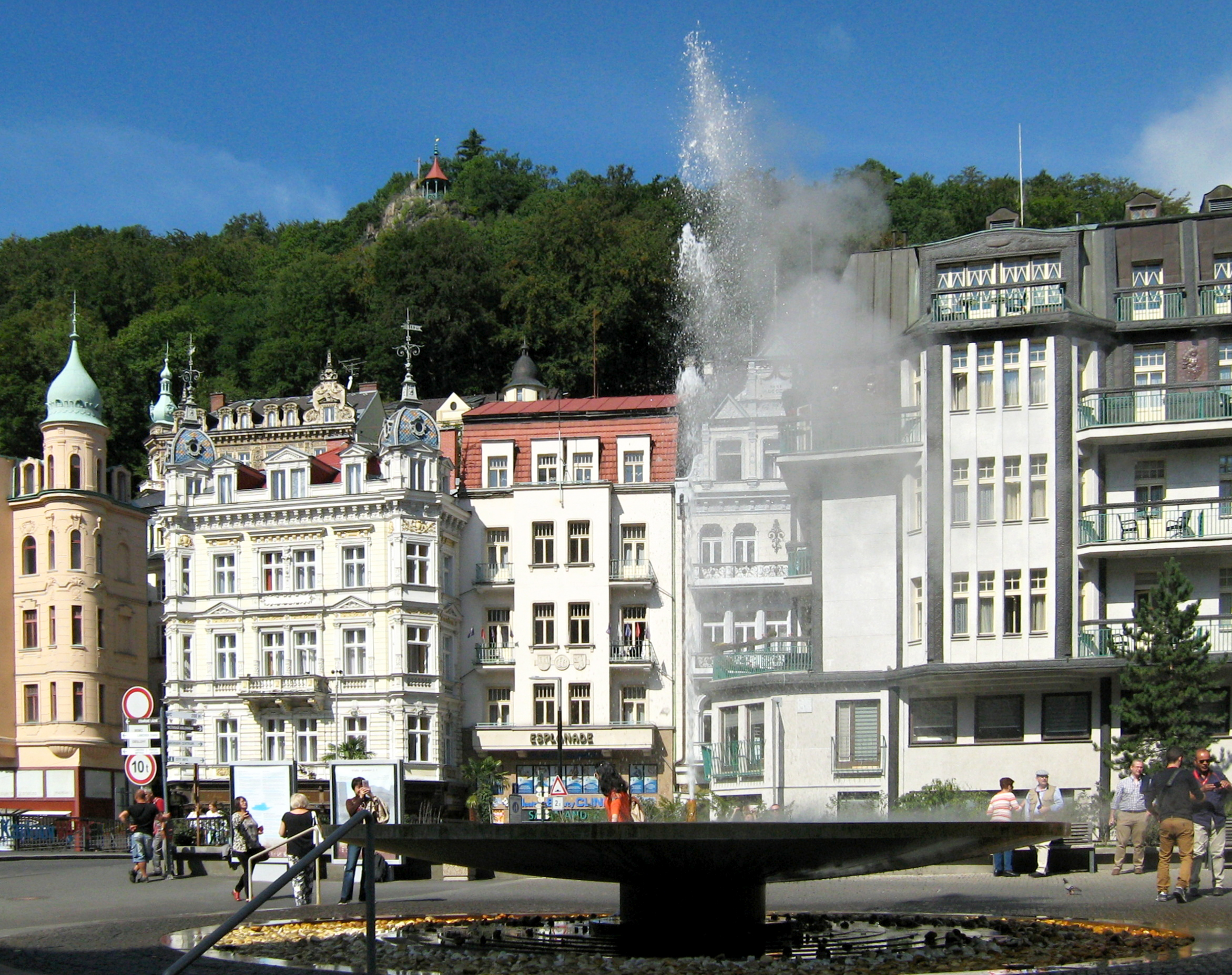
Srpen 2016, v popředí Vřídlo
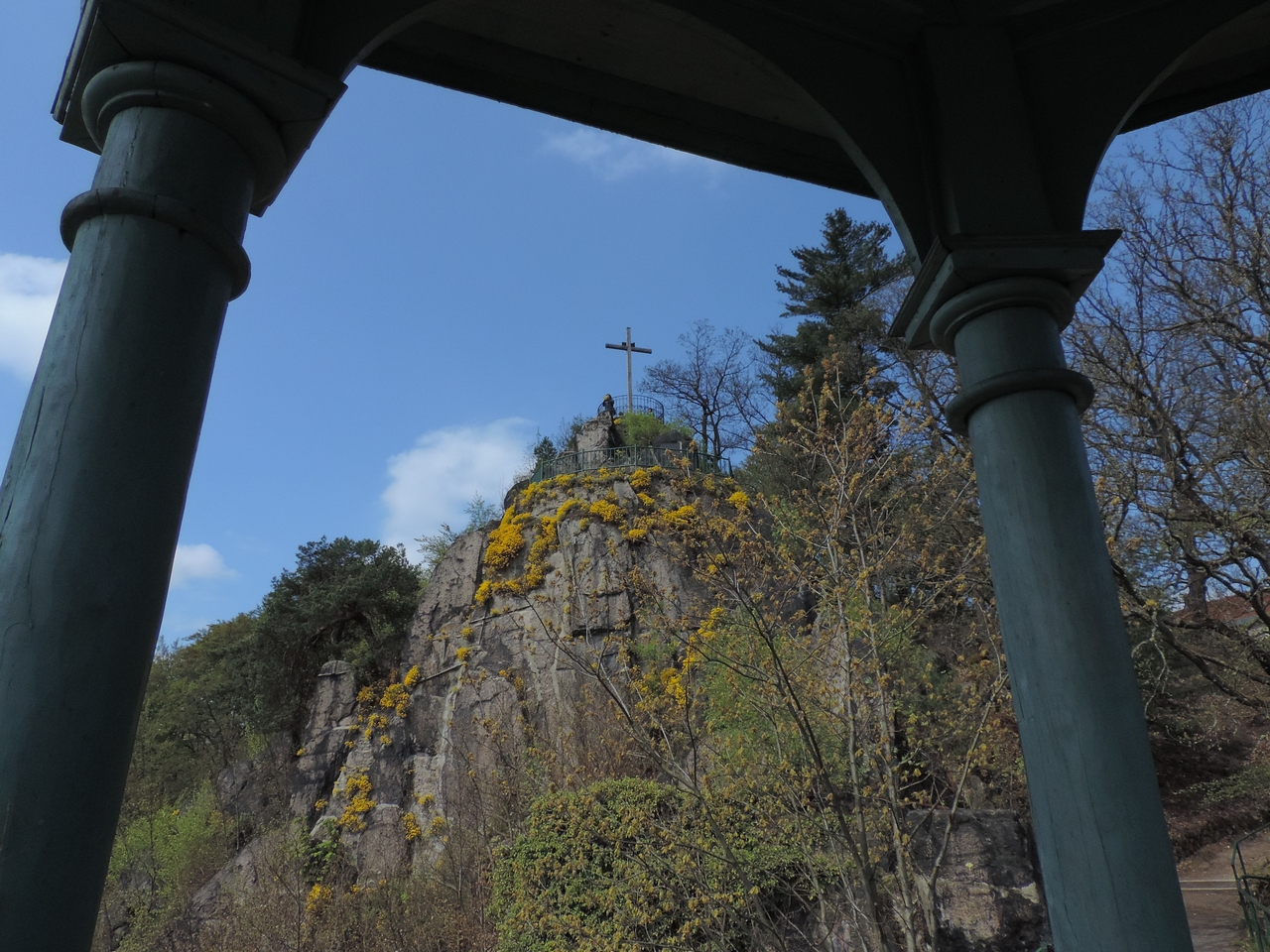
Květen 2016, pohled na Petrovu vyhlídku
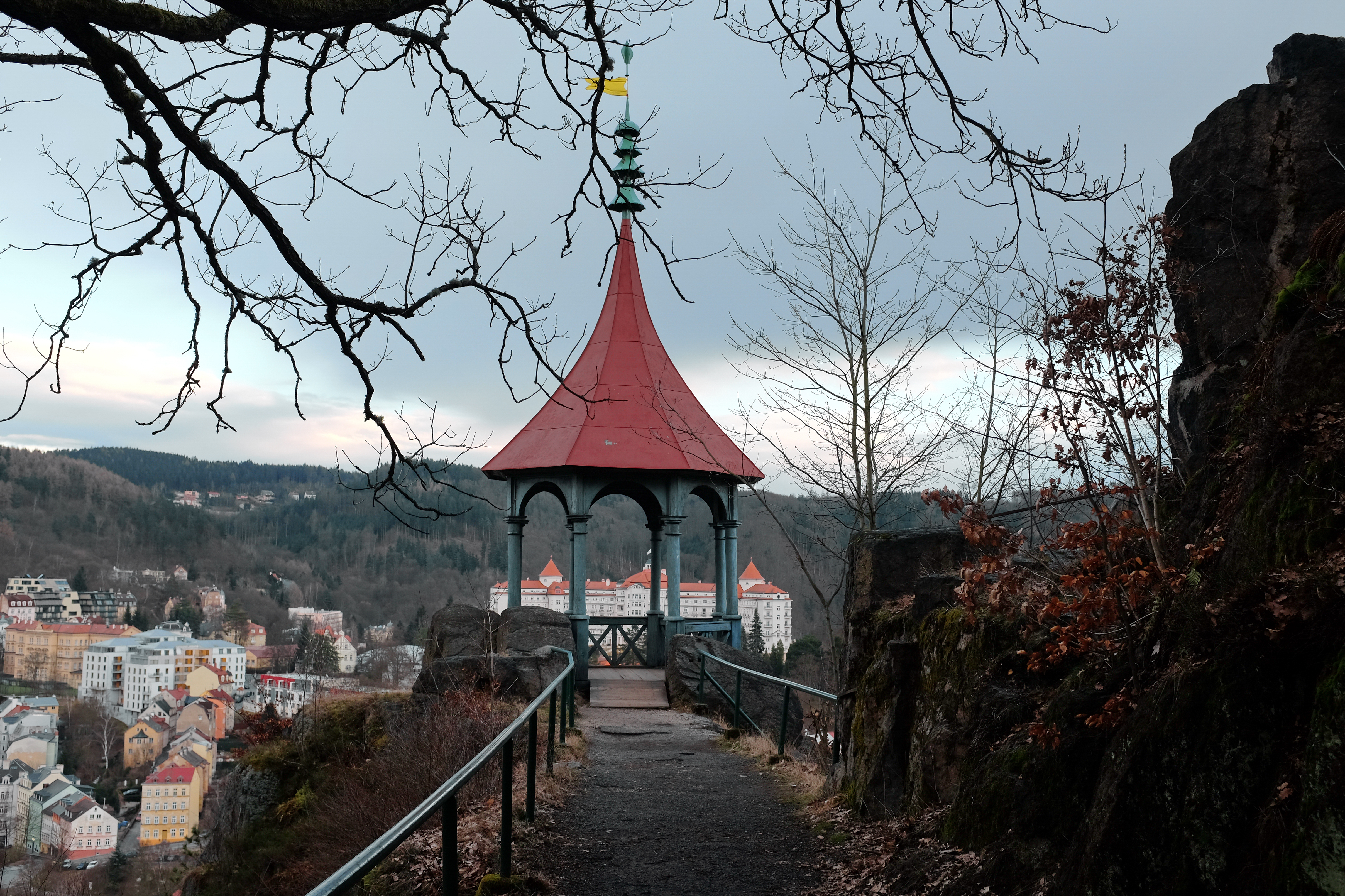
Březen 2017
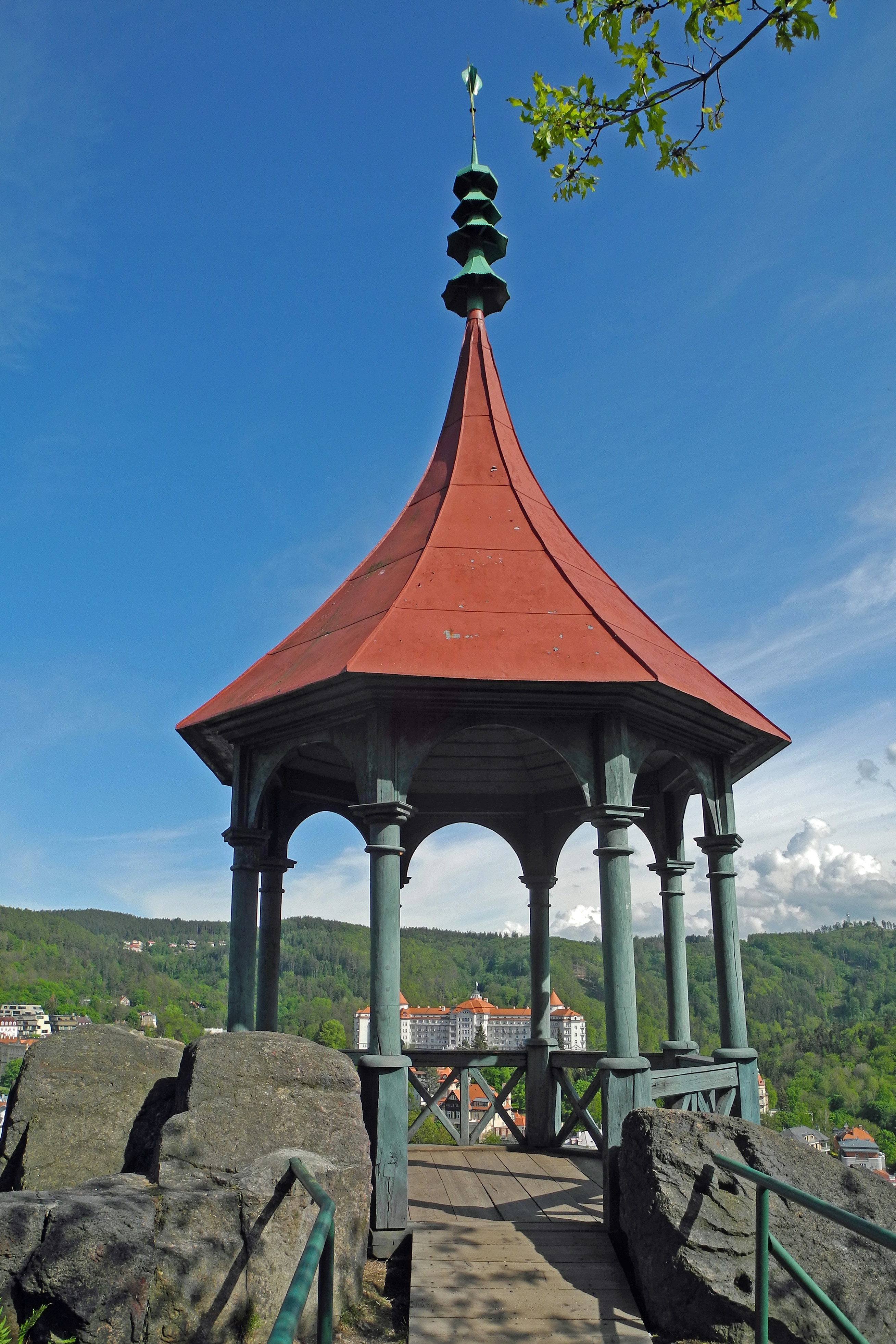
Květen 2019
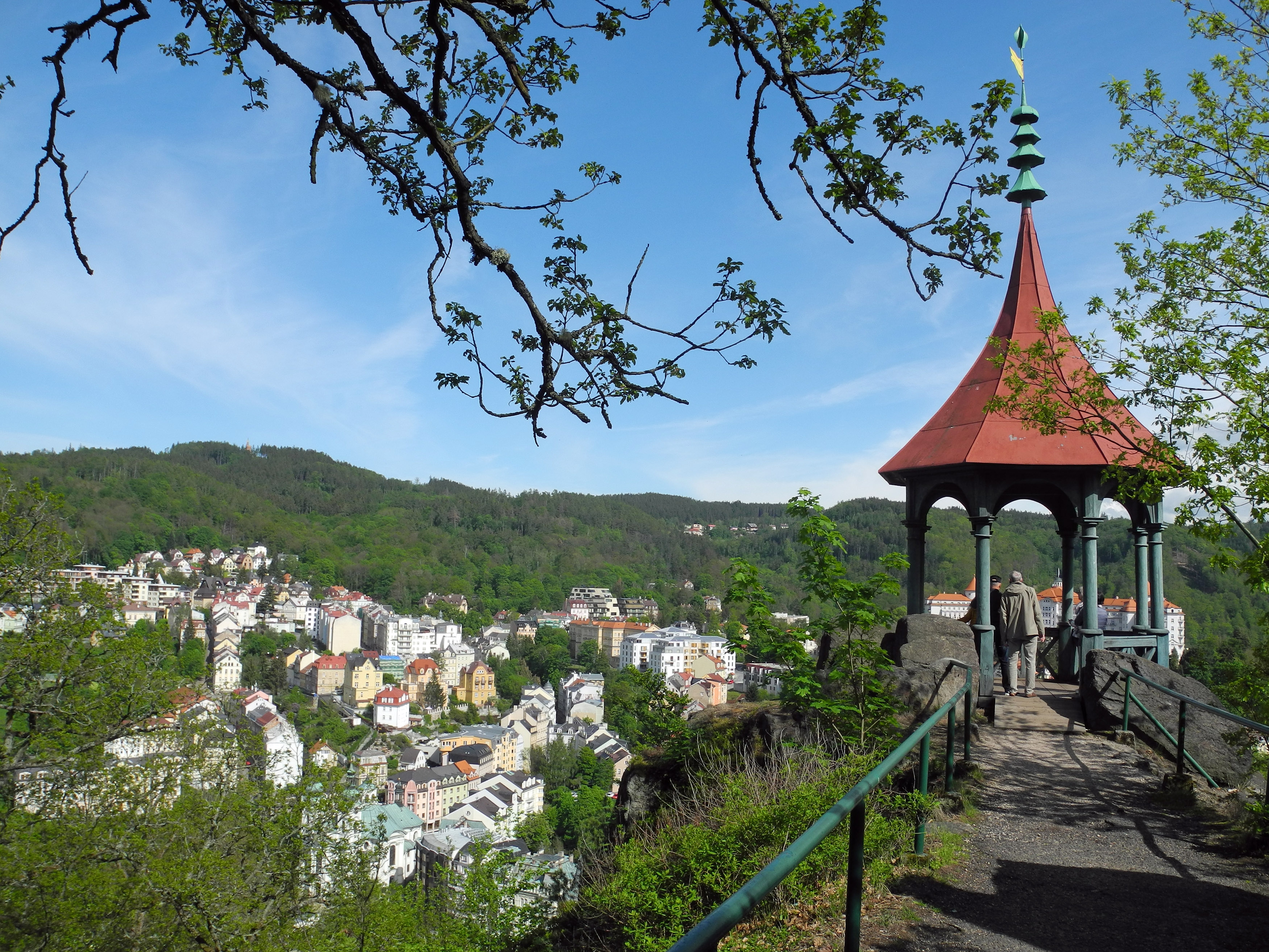
Květen 2019
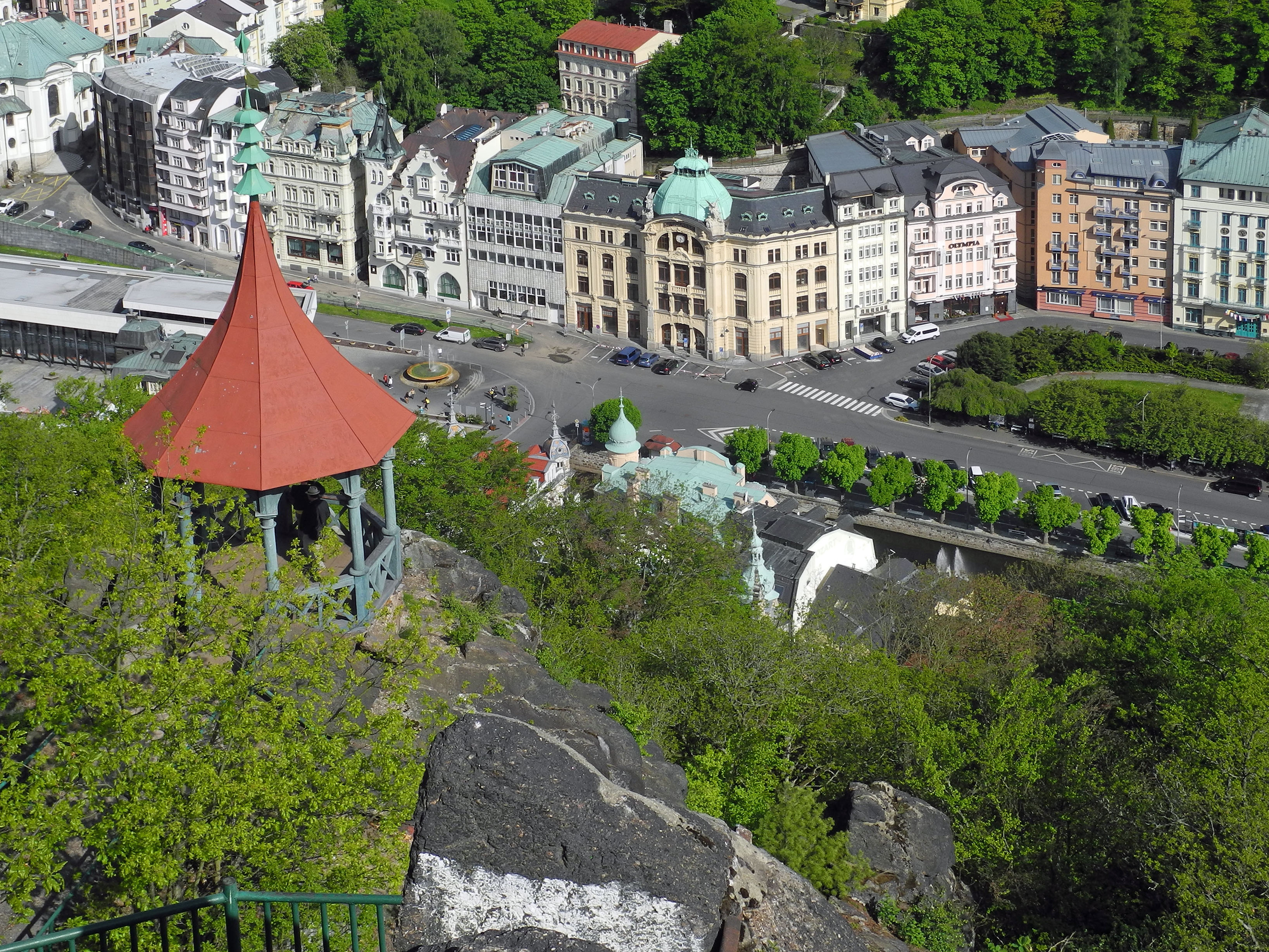
Květen 2019
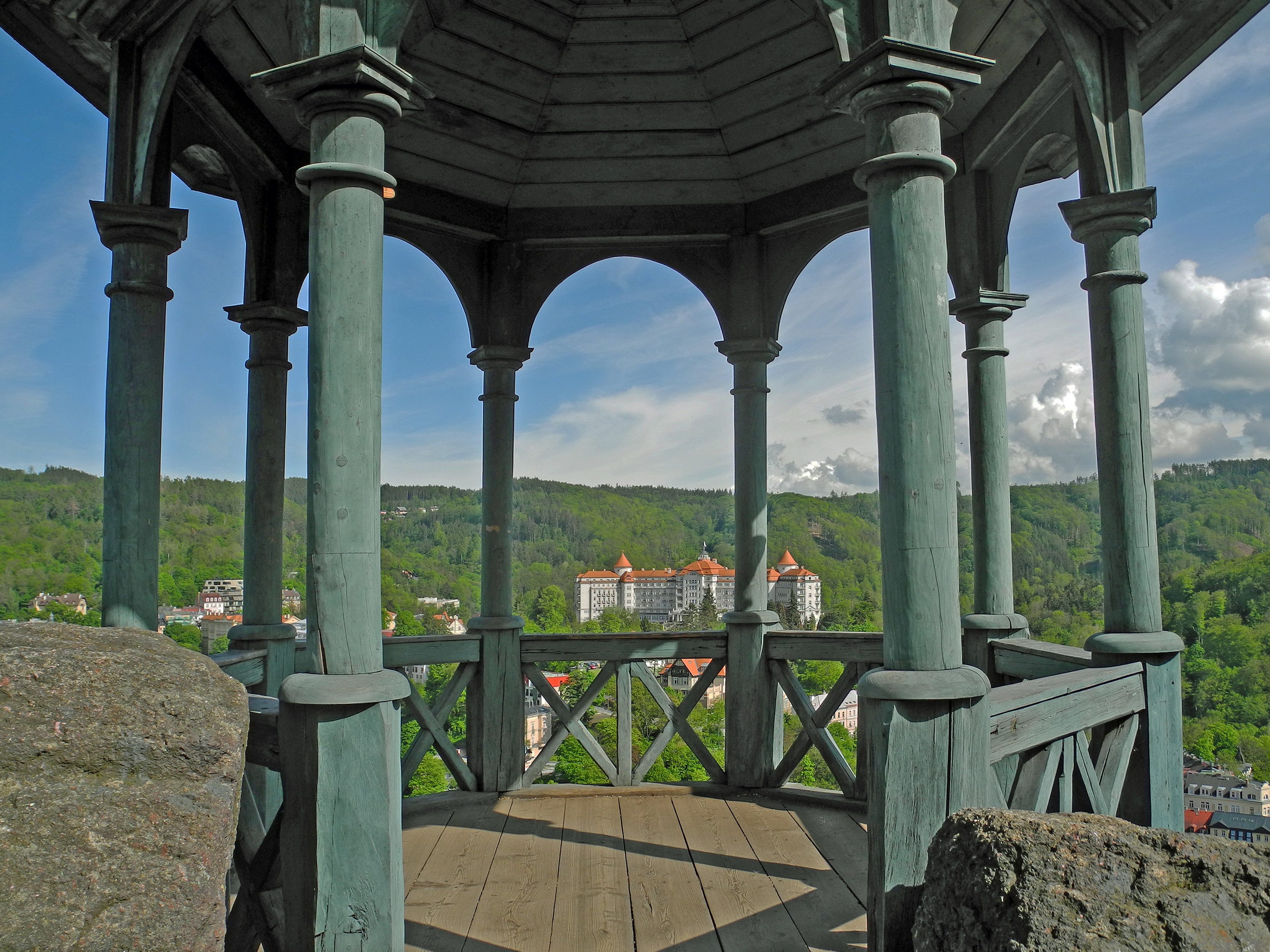
Květen 2019
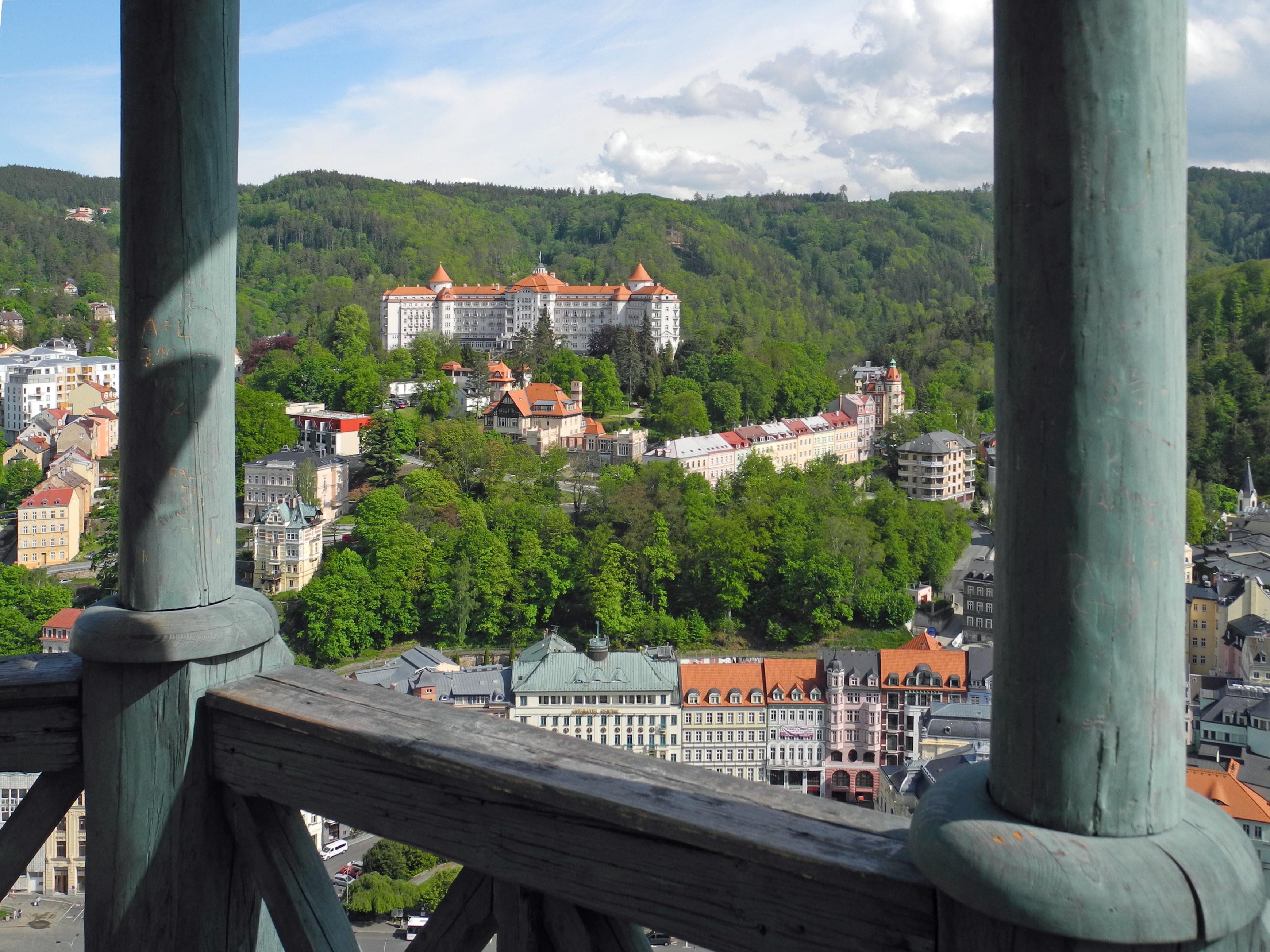
Květen 2019, pohled na hotel Imperial